# 수라윳 쭐라논
수라윳 쭐라논(태국어: สุรยุทธ์ จุลานนท์, 1943년 8월 28일 ~ )은 예비역 태국 육군 대장 출신의 태국 외교관 겸 정치인이다.

## 이력

### 출생과 성장
프라친푸리에서 태국 토속 중급 준귀족 출신 아버지의 막내아들로 출생하였고 그의 외조모(外祖母)는 중국 청나라 푸젠성 푸저우의 부유가(富裕家)에서 출생한 중국인 출신이었다.
지난날 한때 태국 아유타야 주 아유타야에서 잠시 유아기를 보낸 적이 있는 그는 1948년 그의 나이 5세 때 직계 일가족과 함께 태국 수도 방콕에 이주하여 이후 방콕에서 성장하였다.

### 군 장성 예편 이후 본격 정치 분야 입문
2003년 9월 30일을 기하여 태국 육군 대장 예편한지 2년 3개월 후 2005년 12월 26일을 기하여 태국 총리실 국방외교행정정무차장보 직책에 임직되어 2006년 1월 29일을 기하여 퇴임하였으며 그 이후 2006년 10월 1일에서 2008년 1월 29일까지 태국 총리 직을 지내기도 하였다.

## 같이 보기
- 쁠랙 피분송크람
- 쁘렘 띤나술라논
- 카테셉사와스디 박디쿨